# Barbenheimer
Barbenheimer est un phénomène Internet ayant commencé à circuler peu avant la sortie au cinéma le même jour (19 juillet 2023 en France) de deux films diamétralement opposés en genre ; Barbie et Oppenheimer. Le nom de ce phénomène est un mot-valise composé des titres des films. Le contraste entre Barbie, un film de comédie et de fantasy réalisé par Greta Gerwig, qui a pour personnage principal la poupée Barbie, et Oppenheimer, un thriller biographique réalisé par Christopher Nolan sur le physicien théoricien J. Robert Oppenheimer, a provoqué des réactions humoristiques chez les internautes . Le site internet Polygon a décrit les deux films comme « des opposés extrêmes ».
Avec la rivalité des deux films à l'origine, le phénomène « Barbenheimer » est un parfait exemple de contre-programmation. Les internautes ont commencé à suggérer de regarder les films en tant que double programme à l'approche de leur date de sortie. Les acteurs des deux films ont répondu à la rivalité en incitant le public à regarder les deux films le même jour ; Matt Damon, à l'affiche d'Oppenheimer, a déclaré que le public « a le droit d'aller voir deux films en un week-end ».

## BarbiecontreOppenheimer
Aux États-Unis et au Canada, les films Barbie et Oppenheimer sont sortis à la même date, le 21 juillet 2023. Les deux films sont également sortis le même jour en France, le 19 juillet 2023. Le phénomène « Barbenheimer » est un exemple de contre-programmation. Ce terme désigne une stratégie marketing où des films aux tonalités différentes sortent le même jour pour attirer davantage de spectateurs. Universal a d'abord employé la stratégie de contre-programmation avec succès en 2002, lors de la sortie de la comédie dramatique Pour un garçon face au film de science-fiction Star Wars : Épisode II - L'attaque des clones de la franchise de space opera Star Wars. Le film Pour un garçon a ainsi connu la meilleure ouverture pour un film britannique cette année-là, terminant avec un box-office de plus de 130 millions de dollars. Le magazine masculin GQ a observé ce phénomène se produisant notamment pendant les fêtes, comme lors de la sortie du Chat Botté : La Dernière Quête et d'Avatar : La Voie de l'Eau en 2022. La même année, une contre-programmation a eu lieu avec les films d'été Top Gun : Maverick et The Bob's Burgers Movie, le fait que ce dernier soit un film plus petit que le premier a favorisé une telle dynamique. 
La date de sortie des films concomitante a également rappelé au public la sortie du film de super-héros The Dark Knight : Le Chevalier Noir — réalisé par le réalisateur d'Oppenheimer Christopher Nolan — et de la comédie musicale juke-box Mamma Mia! en 2008, le même jour à nouveau. Les internautes ont remarqué cette coïncidence et ont commencé à poster des memes sur Twitter. Les créateurs de t-shirts sur Etsy se sont mis à créer des produits dérivés du phénomène Barbenheimer. Les premières versions de ces t-shirts utilisaient dans un premier temps les titres des deux films placés côte à côte, tandis que les versions plus récentes ont conçu un mot symbolique inspiré par Barbie. Plusieurs tweets font notamment référence aux Sherbet Homes, deux maisons se trouvant à Pacific Palisades, à Los Angeles, facilement identifiables par leurs façades ; noire pour l'une, et rose pour l'autre.

## Visionnage en double-programme
Plusieurs internautes ont considéré les films comme des doubles programmes. Pour le site internet Den of Geek, Chris Farnell a  détaillé les avantages et inconvénients des deux ordres de visionnage. Farnell a expliqué que regarder Barbie puis Oppenheimer « vous laissera bouleversé, confus et plus conscient que jamais que votre existence pourrait être arrachée à tout moment par des forces totalement hors de votre contrôle ». Il a conclu que les cinéphiles devraient regarder dans un premier temps Asteroid City (2023) de Wes Anderson, puis Oppenheimer et enfin Barbie, dans cet ordre, affirmant que le public comprendra mieux le message final d'Asteroid City après avoir regardé Oppenheimer et Barbie.

## Réactions

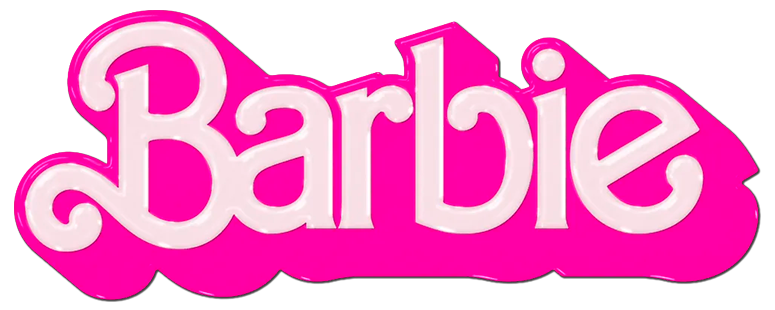
Logo original du film Barbie (2023).

### Industrie du cinéma
Tom Cruise fait référence au phénomène dans un tweet dans lequel il brandit des tickets pour Barbie et Oppenheimer, et était accompagné de Christopher McQuarrie, le réalisateur de Mission impossible : Dead Reckoning. Ces derniers ont qualifié les deux films de double-programme. Greta Gerwig et Margot Robbie, vedette à l'affiche de Barbie, ont rejoint le mouvement et ont à leur tour tenu des tickets pour Oppenheimer. Tom Cruise prévoit de regarder Oppenheimer puis Barbie. Lors de l'avant-première de Barbie, Greta Gerwig et Issa Rae ont davantage soutenu le concept de double-programme. Rae a notamment déclaré : « J'adore le fait qu'il y ait de la solidarité là où les gens ont essayé de nous opposer, maintenant c'est devenu une situation de double-programme ». Dans une interview donnée dans La Vanguardia, la star d'Oppenheimer, Cillian Murphy, a approuvé le phénomène, déclarant : « Mon conseil serait que les gens aillent voir les deux, le même jour. Si ce sont des bons films, alors c'est le cinéma qui est gagnant. » 

### Analyse et commentaire
Le magazine The Economist remarque que les « deux films reflètent certains des caprices de l'industrie cinématographique moderne », Barbie étant un film basé sur la propriété intellectuelle « qui devrait rapporter deux fois plus (lors de son week-end d'ouverture) qu'Oppenheimer, un film indépendant de toute franchise ». L'article conclut également que, dans un contexte d'anxiété nucléaire accrue à la suite de l'invasion russe de l'Ukraine et de l'évolution des arsenaux nucléaires de la Chine et de la Corée du Nord, « le public est moins enclin à voir un film dramatique réaliste comme Oppenheimer qu'une comédie distrayante comme Barbie », rappelant des exemples similaires de cette dynamique dans l'histoire du cinéma américain.
Bien que la plaisanterie sur Internet soit née de la différence apparente entre les deux films, certains journalistes ont mis en évidence d'importantes similitudes. Dans un article du Washington Post, Tyler Austin Harper écrit que les deux films explorent la notion théorique de l'Anthropocène, l'époque géologique définie par l'impact de l'humanité : « Malgré leurs différences apparentes, Barbie et Oppenheimer racontent tous deux l'histoire d'idées fondamentales du XXIe siècle : l'accélération du militarisme et la consommation sans limites », « des idées qui pourraient bien survivre à notre espèce sous la forme de traces persistantes de plastique et de plutonium sur notre fragile planète ».